# Pitch (serie de televisión)
Pitch es una serie de televisión de drama estadounidense que se emitió en Fox del 22 de septiembre al 8 de diciembre de 2016.
El 1 de mayo de 2017, la serie se canceló después de una temporada.

## Argumento
La serie establecida en las Grandes Ligas de Béisbol, se centra en una joven lanzadora preparada desde temprana edad por su padre, conocida por su lanzamiento de tirabuzón y que se convierte en la primera mujer en jugar en la liga, cuando una frustrada representante de celebridades la coloca en los San Diego Padres.

## Elenco y personajes

### Principales
- Kylie Bunbury como Genevieve "Ginny" Baker, una lanzadora novata y la primera mujer en jugar en las Ligas Mayores de Baseball.
- Mark-Paul Gosselaar como Michael "Mike" Lawson, el capitán de los Padres.[5] receptor veterano que se acerca al final de una carrera en el Salón de la Fama.
- Mark Consuelos como Oscar Arguella, el mánager general de los Padres.
- Mo McRae como Blip Sanders, un jardinero de los Padres que es amigo y excompañero de la Ligas Menores de Ginny.
- Meagan Holder como Evelyn Sanders, la esposa de Blip y la amiga de Ginny.
- Tim Jo como Eliot, mánager de medios sociales de Ginny.
- Dan Lauria como Al Luongo, el mánager de los Padres.
- Ali Larter como Amelia Slater, agente de Ginny.

### Recurrentes
- Michael Beach como William "Bill" Baker, padre de Ginny.
- B.J. Britt como Will Baker, el hermano mayor de Ginny que está ansioso por capitalizar su fama y comenzar su propio bar de deportes.
- Bob Balaban como Franklin "Frank" Reid, el dueño de los Padres.
- Kelly Jenrette como Rhonda, asistente de Oscar.
- Kevin Connolly como Charlie Graham, el presidente interino de operaciones de los Padres, quien es un fuerte defensor de Sabermetrics.
- Jack McGee como Buck Garland, un entrenador de los Padres que es mano derecha de Luongo.
- Christian Ochoa como Livan Duarte, el receptor de reserva de los Padres y el cácher de refuerzo de Lawson, quien es un inmigrante reciente de Cuba.
- JoAnna Garcia Swisher como Rachel Patrick, presentadora de noticias deportivas y exesposa de Mike.
- Sarah Shahi como Natalie Luongo, hija de Al que también está saliendo con Oscar.

## Episodios

### Piloto
Ginny Baker se convierte en la primera mujer en jugar en las Grandes Ligas cuando es convocada desde las ligas menores. Su primera salida es un desastre, con Ginny lanzando solo diez lanzamientos, todas las pelotas, y sin lograr una salida. Después de que el propietario obliga al gerente del equipo a mantenerla, Ginny recibe inspiración tanto de su padre como del receptor del equipo y registra el triunfo en su segunda salida. Una serie de flashbacks muestra su viaje de una pequeña liga a la actualidad. Se revela que su padre realmente murió hace seis años en un accidente automovilístico.

### El Interino
La presencia de Ginny es una distracción extrema para el equipo. Un video en el que Al muestra comentarios misóginos sobre Ginny es visto por todos. En flashbacks, vemos cómo Ginny conoció a su agente.

### Beanball
Season 1 | Episode 3
Los San Diego Padres juegan contra los Saint Louis Cardinals, cuyo lanzador rompió el dedo de Tommy durante una pelea. Mientras tanto, Ginny se da cuenta de que su exnovio es el catcher del equipo contrario; Y Al le pide a un viejo amigo que le ayude a salvar su trabajo.

### El Receso
Baker es nombrada por el Juego de Estrellas de la MLB, pero entrega un jonrón a Salvador Pérez. Su madre parece incómoda tras venir a pasar el día con Baker y se revela en un flashback que la madre de Baker estaba teniendo una aventura amorosa con otro hombre mientras el padre de Baker todavía estaba vivo. Mike Lawson desea una carrera después del béisbol, mientras que Oscar trabaja encubiertamente para fichar a un receptor cubano de refugiados muy solicitado que puede forzar a Lawson a dejar su trabajo.

### Alfonso Guzmán-Chavez
En las últimas horas antes de la fecha límite de las Grandes Ligas, Ginny teme que Blip no pueda quedarse con los Padres. Mientras tanto, Oscar está lidiando con un diente absceso. Al final, Blip no se intercambia y se queda con los Padres. Se revela en una serie de flashbacks que el padre del mejor amigo de Ginny fue el conductor ebrio del otro coche durante el accidente que mató a su padre.

### Póntelo
Después de que Amelia cierra un trato importante para Ginny con Nike, Ginny abandona la fiesta de la marca para asistir a una fiesta más realista y mejor con una mesera que conoció en el evento de Nike. Ginny luego rompe el trato con Nike cuando es capturada en video vistiendo el calzado de una compañía rival y saltando a una piscina. Amelia ve esto como un grito de ayuda y Ginny admite que está teniendo problemas con toda la fama que el béisbol le ha traído.

### San Francisco
Ginny trata las secuelas de las fotos de desnudos que envió a un viejo novio que se filtró en línea, pero el equipo presenta una forma de distraer al público y disminuir el impacto. Lawson está informado de que los Padres están educando a la joven sensación cubana Livan Duarte, apodado el "receptor del futuro" del equipo. Luongo enfurece a Lawson al decir que el equipo quiere que aprenda a jugar en primera base. Los flashbacks muestran que Mike vivió una infancia problemática con una madre soltera que lo usó para estafar a la gente.

### Unstoppable Forces & Immovable Objects
Season 1 | Episode 8
El equipo sostiene un juicio en la casa club para pasar el tiempo durante un retraso de lluvia en Petco Park; Mike considera la opción de ser cambiado a un nuevo equipo; Una visita del hermano de Ginny causa fricción con Amelia.

### Scratched
Season 1 | Episode 9
Los rumores sobre la renuncia de Mike a su cláusula de no-traspaso lo pusieron en el centro de atención; Evelyn y Will se asocian para un restaurante.

### Don't Say It
Season 1 | Episode 10
Un asesor de los Padres propone poner fin a la temporada de lanzamiento de Ginny dado que está peligrosamente cerca de su límite de entradas lanzadas; Amelia se enfrenta a Will sobre el dinero que falta en el fondo del restaurante.